# Adriele Rocha
Adriele Rocha da Silva (Araioses, 5 de dezembro de 1996), mais conhecida como Adriele Rocha, é uma jogadora de futebol de areia eleita em 2022 como a melhor do mundo na modalidade.

## Carreira
O primeiro envolvimento de Adriele com o futebol de praia ocorreu aos 13 anos, quando participou de uma competição na área de Tutóia, no estado do Maranhão. Rocha sempre demonstrou interesse em acompanhar seu tio, que na época era treinador e jogador da equipe Flamenguinho de Frexeiras.
Durante a carreira, jogou pelo Melilla-ESP, onde conquistou a Copa da Espanha, alcançando, também, a terceira posição no Campeonato Espanhol. Contribuiu, ainda, para a conquista das Copas Nacionais na Rússia, atuando pelo Kristall-RUS, e em Portugal, onde jogou pelo AD Pastéis. Rocha também passou por outros clubes europeus, como o Marselha-FRA, onde obteve o terceiro lugar no Euro Winners.
Em 2022 venceu o Mundial Feminino de Futebol de Areia com o clube polonês Lady Grembach. No mesmo ano, assinou contrato com o Flamengo Beach Soccer, visando participar do Campeonato Carioca.
Foi escolhida a melhor atleta do mundo no futebol de areia em 2022, após quatro indicações consecutivas, em cerimônia realizada em Dubai. Em discurso, Adriele destacou:
| “               | O beach soccer é a minha vida. Hoje eu não consigo viver sem, foi o esporte que salvou a minha vida. Feliz por levar esse prêmio para o Brasil, para o Nordeste e principalmente para o Maranhão, que é o meu estado, que também tem o Bobô e o Datinha representando. Estar aqui é muito importante, muito obrigada. | ” |
| — Adriele Rocha | |   |

Após a conquista, Rocha firmou parceria com o Governo do Estado do Maranhão através da Lei Estadual de Incentivo ao Esporte. A iniciativa visa promover investimentos na promoção do futebol de areia e de outras modalidades esportivas na região dos Lençóis Maranhenses e Baixo Parnaíba, incluindo a realização de um campeonato de beach soccer em Tutóia, município onde viveu Adriele.
Em 2023, conquistou os prêmios de Melhor Atleta de beach soccer, Atleta do Ano no voto popular e Atleta do Ano no júri técnico no Troféu Mirante Esporte. A edição foi marcada pelo fato de Adriele ter sido a primeira atleta a conquistar uma tríplice coroa na história da premiação.
Desde 2019, atua com regularidade no time Sampaio Corrêa, do Maranhão. Em 2023 competiu na disputa que garantiu ao clube o título de campeão da etapa Nordeste do Circuito Brasil de Beach Soccer.
Marcou dois gols no jogo que garantiu o título do AD Pastéis no Campeonato Português de 2023.